# 莫塔希夫卡
50°48′1″N 25°12′30″E / 50.80028°N 25.20833°E
莫塔希夫卡（羅馬化：Motashivka）是烏克蘭西部沃倫州盧茨克區盧茨克市鎮的村落，面積0.15平方公里，海拔高度200米，2001年人口25，人口密度每平方公里166.67人。